# Vytautas Bacevičius
Vytautas Bacevičius (Łódź, Polònia, (aleshores Imperi Rus), 9 de setembre, 1905 - Nova York (Estats Units), 15 de gener, 1970), va ser un compositor lituà de tendències radicals i modernistes. La majoria de les seves obres estan en un llenguatge àton ideat per ell mateix. Va desenvolupar una teoria de la "música còsmica" i va arribar a considerar la música de 12 notes de Schoenberg com a obsoleta, considerant-se a si mateix com el successor de Skriabin, Jolivet i Varèse.
Bacevičius va estudiar a Łódź amb, entre d'altres, Kazimierz Sikorski i es va traslladar a Kaunas a Lituània el 1926. El 1927 va anar a París, on va estudiar composició amb Nikolai Txerepnín i es va graduar al Conservatori de París el 1928. Tornant a Lituània el 1928, es va establir com a pianista, compositor i professor. Es va convertir en el President de la Secció Lituana de l'ISCM. Va estar de gira per l'Argentina el 1939 quan els alemanys van envair Lituània, exiliant-lo a Amèrica. Es va traslladar als Estats Units l'any 1940 i va viure principalment a Nova York, continuant fent recitals però sobretot mantenint-se fent classes. Va fer el seu debut a Nova York al Carnegie Hall el 28 de novembre de 1940. Va mantenir estudis a Nova York i Bridgeport, Connecticut.
Encara que va néixer a Polònia, va adoptar la forma lituana del seu nom (Bacevičius); era germà de la compositora polonesa Grażyna Bacewicz, a qui va dedicar la seva Segona Simfonia, della Guerra, el 1940. Bacevičius considerava les seves obres orquestrals com la part més important de la seva producció, i va compondre sis simfonies en total. com quatre concerts per a piano, un per a violí i nombroses obres per a piano sol.

## Enregistraments
- Orchestral Music: Graphique, Poème Électrique, Piano Concerto No. 1, Symphony No. 2, Della Guerra, Symphony No. 6, Cosmique; Aidas Puodžiukas, piano. Lithuanian State Symphony Orchestra dir. Vytautas Lukočius i Martynas Staškus, conductors. Toccata Classics 2007